# Coleophora exarga
Coleophora exarga é uma espécie de mariposa do gênero Coleophora pertencente à família Coleophoridae.